# Кубок Європи з турінгових автоперегонів

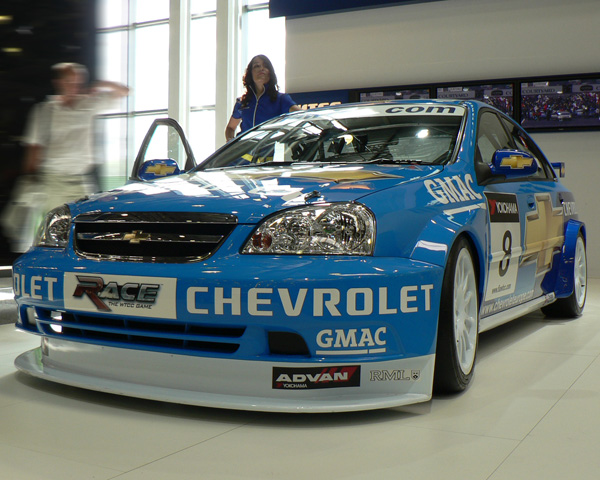
Турінґовий автомобіль Шевроле Лачетті WTCC на виставці в Москві

Ку́бок Євро́пи з ту́рінґових автоперего́нів (також ETCC та/або FIA ETCC) — міжнародні перегони турінґових автомобілів, які з 2005 року щорічно проводяться ФІА на автотрасах Європи.

## Регламент змагань
Змагання проводяться відповідно до вимог регламенту WTCC з деякими відмінностями у спортивній частині регламенту. До 2008 року визначалися переможці в індивідуальному заліку серед пілотів в кожному класі. У 2008 році проведено додатковий залік у номінації Кубок Націй.

### Технічний регламент

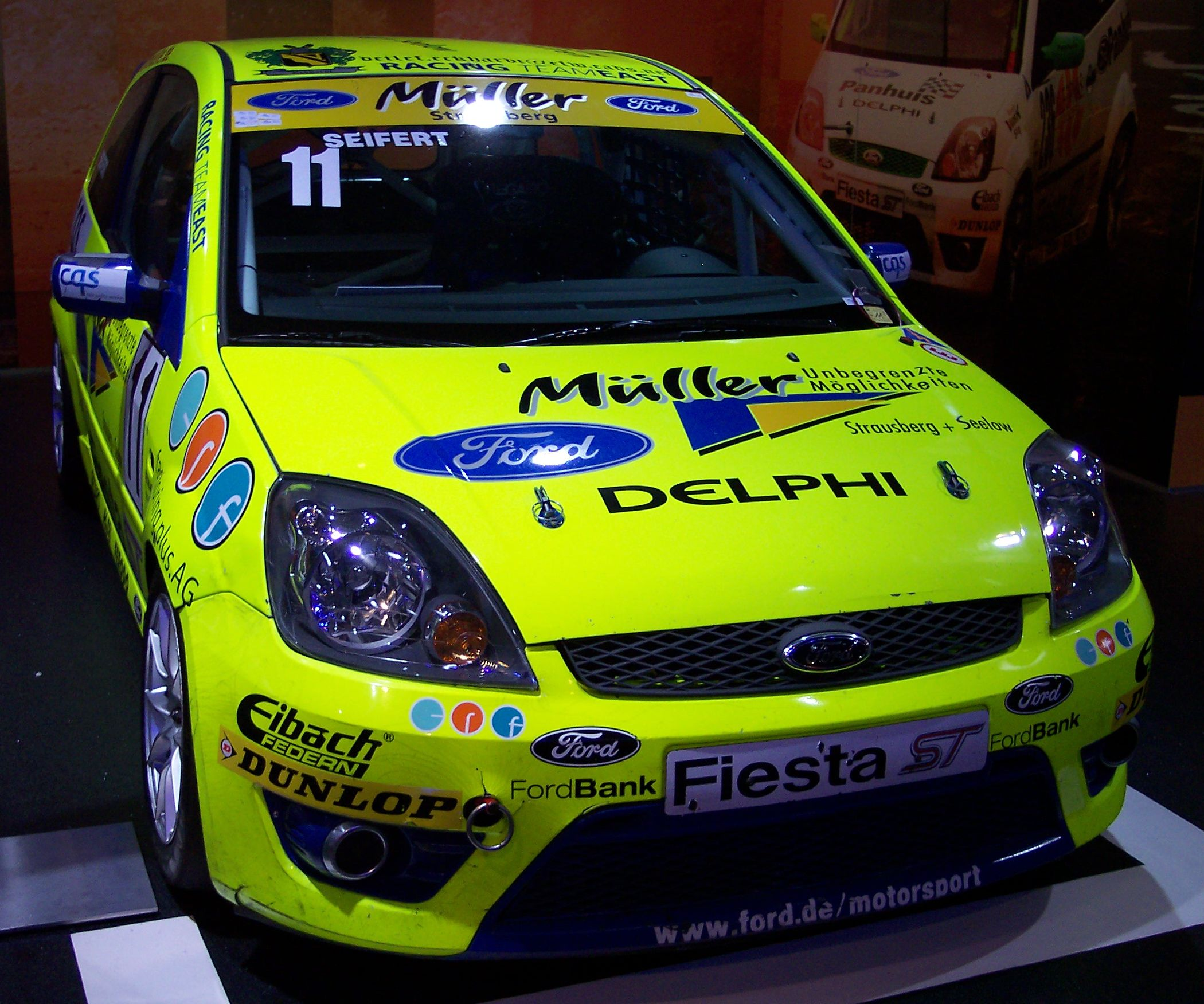
Ford Fiesta ST клас S1600

Технічний регламент визначає вимоги до автомобілів, які можуть брати участь у перегонах. Зокрема в технічному регламенті визначені типи, марки і розміри автошин, система коробки передач, тип підвіски, гальмівної системи, тип приводу, марки пального, обмеження щодо потужності двигуна, його робочого об'єму, числу обертів і т.ін.. Окремо обумовлені вимоги щодо безпеки учасників (каркас безпеки, захисні сітки на бокових вікнах, спеціальний вогнетривкий одяг, захисний шолом і т.ін.)
Згідно з технічним регламентом на 2008 рік у змаганнях брали участь автомобілі трьох класів:
- S2000 (Super 2000) — турінґові автомобілі з робочим об'ємом двигуна до 2000 см3;
- SP (Super Production) — серійні автомобілі з робочим об'ємом двигуна до 2000 см3 з переробками, що забезпечують належний рівень безпеки (захисний каркас, сітки на бічних вікнах, сидіння для пілотів, центральний електричний вимикач та ін.);
- і вперше в історії - S1600 (Super 1600) — турінґові автомобілі з робочим об'ємом двигуна до 1600 см3.

### Спортивний регламент
Спортивний регламент визначає порядок відбору учасників фіналу, порядок проведення перегонів, порядок нарахування балів та визначення переможців.
У 2008 році до участі запрошувались учасники національних чемпіонатів з турінґових автоперегонів, які проводяться згідно з технічним регламентом ФІА для класів S2000 та SP, а саме представники: країн Балтії, Фінляндії, Данії, Італії, Німеччини, Португалії, Росії, Швеції та Великої Британії.
Дозволені автомобілі: всі, які відповідають технічному регламенту ФІА для автомобілів класів Super 2000, Super 2000 Diesel, Super Production та Super 1600.
Допускалися пілоти: які брали участь більш ніж у 50% змагань своїх національних чемпіонатів; не є учасниками заводських команд, які беруть участь у WTCC; а також пілоти країн, в яких не проводяться національні першості, призначені національною автоспортивною федерацією.
Крім того допускалися пілоти-призери таких гонок:
- 13 квітня 2008 на трасі Валлелунга, Італія
- 14 вересня у м. Брага, Португалія
- 21 вересня на трасі Заксенрінґ, Німеччина

Формат змагань:
- в суботу — два 30-ти хвилинних тренувальних заїзди і 30-ти хвилинна кваліфікаційна сесія.
- в неділю — 15-ти хвилинна прогрівна сесія і дві залікові гонки, причому місце на старті в кожному класі у другій гонці, визначається результатом першої гонки, де  перші вісім пілотів першої гонки стартують у другій в зворотному порядку.

Нарахування балів:
- в кожній з двох гонок вісім перших пілотів кожного класу набирають бали
- за 1-е місце — 10 пунктів, за 2-ге — 8, за 3-е — 6, за 4-те — 5, за 5-те — 4, за 6-те — 3, за 7-е — 2, за 8-е — 1.
- переможцем у кожному класі визначається той, хто набрав найбільше балів за сумою двох перегонів. При рівній кількості балів вище місце займає той, хто посів вище місце у другій гонці.

## Переможці
| Рік  | Траса                             | Країна, Місто           | Клас  | Пілот            | Автомобіль          |
| ---- | --------------------------------- | ----------------------- | ----- | ---------------- | ------------------- |
| 2010 |                                   |                         | S2000 |                  |                     |
| 2010 | SP                                |                         |       |                  |                     |
| 2010 | S1600                             |                         |       |                  |                     |
| 2009 | Circuito Vasco Sameiro            | Португалія, Брага       | S2000 | Джеймс Томпсон   | Honda Accord Euro R |
| 2009 | Circuito Vasco Sameiro            | Португалія, Брага       | SP    | Марціс Брікенс   | Honda Civic Type-R  |
| 2009 | Circuito Vasco Sameiro            | Португалія, Брага       | S1600 | Карстен Зайферт  | Ford Fiesta ST      |
| 2008 | Зальцбургринг                     | Австрія, Зальцбурґ      | S2000 | Міхель Нюк'яер   | Chevrolet Lacetti   |
| 2008 | Зальцбургринг                     | Австрія, Зальцбурґ      | SP    | Фабіо Фабіані    | BMW 320i            |
| 2008 | Зальцбургринг                     | Австрія, Зальцбурґ      | S1600 | Ральф Мартін     | Ford Fiesta ST      |
| 2007 | Адрія                             | Італія, Адрія           | S2000 | Міхель Нюк'яер   | SEAT León           |
| 2007 | Адрія                             | Італія, Адрія           | SP    | Олексій Басов    | Honda Civic Type-R  |
| 2006 | Autódromo Fernanda Pires da Silva | Португалія, Ешторіл     | S2000 | Раян Шарп        | SEAT León           |
| 2006 | Autódromo Fernanda Pires da Silva | Португалія, Ешторіл     | SP    | Олександр Львов  | Honda Civic Type-R  |
| 2005 | Autodromo di Vallelunga           | Італія, Рим, Валлелунга | S2000 | Рікард Ґьорансон | BMW 320i            |
| 2005 | Autodromo di Vallelunga           | Італія, Рим, Валлелунга | SP    | Лоренцо Фалессі  | Alfa Romeo 147 SP   |

## Українці в FIA ETCC
Вперше в історії українського автоспорту в 2008 році в фіналі FIA ETCC виступив український автогонщик Андрій Круглик. Виступ був більш ніж вдалий — Андрій Круглик, виступаючи на автомобілі "Ford Fiesta ST", став третім призером в класі S1600, поступившись другому призерові лише за формальними ознаками при однаковій сумі набраних балів.